# Jak Roberto

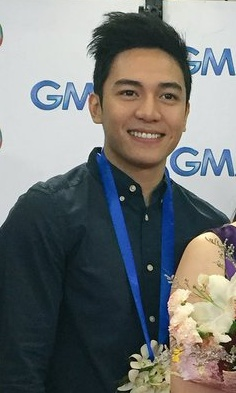
Jak Roberto (2016)

Jan Rommel „Jak“ Osuna Roberto (* 2. Dezember 1993 in Nagcarlan) ist ein philippinischer Schauspieler, Sänger und Model.

## Leben
Er wuchs mit seiner jüngeren Schwester Sanya Lopez in Malolos, Bulacan auf. 1997 starb sein Vater an einem Herzinfarkt.
Ab 2012 war er im Fernsehen als Schauspieler zu sehen. Beginnend mit kleineren Rollen spielte er die Rolle des Berto in der Fernsehserie Dear Uge drei Jahre lang in insgesamt 46 Episoden. In Contessa spielte er die Rolle des Jong Generoso Jr. in 147 Episoden.
Er war von 2015 bis 2016 gemeinsam mit Jeric Gonzales und Abel Estanislao Mitglied des Musiktrios 3LOGY, dessen Album übers Label GMA Records vertrieben wurde.

## Filmografie
- 2012: Potpot
- 2013: With a Smile (Fernsehserie)
- 2014: Asintado
- 2014: Ilustrado (Fernsehserie, 8 Episoden)
- 2014–2020: Magpakailanman (Fernsehserie, 10 Episoden)
- 2015: Kid Kulafu
- 2015: The Half Sisters (Fernsehserie, 1x262)
- 2016: Laut
- 2016: Hanggang makita kang muli (Fernsehserie, Episode 1x01)
- 2016: A1 ko sa'yo (Fernsehserie, Episode 1x04)
- 2016: Tibak
- 2016: Karelasyon (Fernsehserie, Episode 1x76)
- 2016: Usapang Real Love (Fernsehserie, 4 Episoden)
- 2016–2018: Wagas (Fernsehserie, 4 Episoden, jeweils verschiedene Rollen)
- 2016–2019: Dear Uge (Fernsehserie, 46 Episoden)
- 2016–2019: Bubble Gang (Fernsehserie, 6 Episoden)
- 2017: Full House Tonight! (Fernsehserie, 7 Episoden)
- 2017: Meant to Be (Fernsehserie, 118 Episoden)
- 2017: Bubog
- 2017: My Love from the Star (Fernsehserie, Episode 1x55)
- 2017: Daig kayo ng lola ko (Fernsehserie, Episode 1x30)
- 2017–2019: Tadhana (Fernsehserie, 3 Episoden, jeweils verschiedene Rollen)
- 2018: Super Ma'am (Fernsehserie, Episode 1x95)
- 2018: Contessa (Fernsehserie, 147 Episoden)
- 2018: Daddy's Gurl (Fernsehserie, Episode 1x05)
- 2018–2019: Maynila (Fernsehserie, 2 Episoden, jeweils verschiedene Rollen)
- 2019: Stories for the Soul (Fernsehserie, Episode 1x15)
- 2019: Kara Mia (Fernsehserie, 92 Episoden)
- 2019: Wait lang... Is This Love? (Fernsehserie, 35 Episoden)
- 2019–2020: Pepito Manaloto (Fernsehserie, 6 Episoden)